# Leo Östman
Leo Håkan Östman, född 15 mars 2006, är en svensk fotbollsspelare som spelar för IF Elfsborg i Allsvenskan.

## Karriär
Leo Östmans moderklubb är Falu BS. Efter att ha A-lagsdebuterat som 14-åring flyttade Östman som 16-åring ner till IF Elfsborg och Borås i samband med gymnasiestarten 2022, där han inledningsvis tillhörde den allsvenska klubbens akademi.
Knappt två år efter flytten till IF Elfsborg fick Östman göra sin tävlingsdebut genom ett inhopp i 2-0-segern mot Sheriff Tiraspol i Europa League-kvalet den 1 augusti 2024. Det följde han tio dagar senare upp med att debutera i Allsvenskan med ett inhopp i en 2-1 vinst mot Gais, där han blev inbytt i den 75:e minuten mot Jalal Abdullai. Innan säsongens slut hann Östman även med att göra sitt första A-lagsmål i 5-0-segern mot Eskilsminne IF i Svenska Cupen den 30 oktober 2024.
Efter debutsäsongen tecknade Östman i januari 2025 på ett treårigt A-lagskontrakt med IF Elfsborg.

## Karriärstatistik
| Klubb              | Säsong             | Liga               | Liga    | Liga | Nationell cup | Nationell cup | Internationell cup | Internationell cup | Övrigt  | Övrigt | Totalt  | Totalt |
| Klubb              | Säsong             | Division           | Matcher | Mål  | Matcher       | Mål           | Matcher            | Mål                | Matcher | Mål    | Matcher | Mål    |
| ------------------ | ------------------ | ------------------ | ------- | ---- | ------------- | ------------- | ------------------ | ------------------ | ------- | ------ | ------- | ------ |
| Falu BS            | 2020               | Division 5 Dalarna | 4       | 4    | -             | -             | -                  | -                  | -       | -      | 4       | 4      |
| Falu BS            | 2021               | Division 4 Dalarna | 1       | 0    | -             | -             | -                  | -                  | -       | -      | 1       | 0      |
| Falu BS            | 2022               | Division 4 Dalarna | 11      | 13   | -             | -             | -                  | -                  | -       | -      | 11      | 13     |
| Totalt             | Totalt             |                    | 16      | 17   | 0             | 0             | 0                  | 0                  | 0       | 0      | 16      | 17     |
| IF Elfsborg        | 2024               | Allsvenskan        | 2       | 0    | 1             | 1             | 1                  | 0                  | -       | -      | 4       | 1      |
| IF Elfsborg        | 2025               | Allsvenskan        | 0       | 0    | 1             | 0             | 0                  | 0                  | -       | -      | 1       | 0      |
| Totalt             | Totalt             |                    | 2       | 0    | 2             | 1             | 1                  | 0                  | 0       | 0      | 5       | 1      |
| Totalt i karriären | Totalt i karriären | Totalt i karriären | 18      | 17   | 2             | 1             | 1                  | 0                  | 0       | 0      | 21      | 18     |